# ルドゴレツ・アレナ
ヒューベファーマ・アレナ（ブルガリア語: Хювефарма Арена、英: Huvepharma Arena）は、ブルガリアのラズグラトにあるサッカースタジアムである。ルドゴレツ・ラズグラドがホームスタジアムとして使用する。

## 概要
スタジアムは1950年代半ばに建設された。
2011年にスタジアムの改修工事が行われた。スタンドも改修され、収容能力は6,500人になった。同年9月25日のレフスキ・ソフィア戦で開場、開場式典にはブルガリア第60代首相のボイコ・ボリソフ、ブルガリアサッカー連合会長のボリスラフ・ミハイロフらが参加した。
2015年5月15日に収容能力2,308人のスタンド席Трибуна "Моци"（トリブナ・モツィ）が建設された。施設名はUEFAチャンピオンズリーグ 2014-15プレーオフのステアウア・ブカレスト戦で活躍し、ルドゴレツのグループステージ初出場に貢献したコスミン・モツィに由来する。新しい施設とクラブ創設70周年を記念する式典には首相やサッカー連合会長などが参加し、デシ・スラヴァ、ツェツァ、ジェーナ、クリシヤが歌唱した。
2016年12月15日、ラズグラト市とルドゴレツは35年間のスタジアムのコンセッション契約に署名した。
最終的にスタジアムの収容能力は12,500人となる。2017年4月からは約3,500席のスタンド席の建設が開始された。